# José María Ferrero Pastor
José María Ferrero Pastor (Onteniente, 21 de diciembre de 1926 — 26 de julio de 1987) es un compositor y músico español. Se le considera figura clave dentro de la composición de música para las fiestas de Moros y Cristianos, especialmente en la Comunidad Valenciana.

## Biografía[1]
José María Ferrero Pastor nació en Onteniente en 1926. A los 14 años ingresó en la banda Unió Artística Musical Onteniente.
Su padre fue su primer maestro musical, ya que era músico activo en la banda, aprendiendo de él los conocimientos elementales y creando en él la afición al mundo musical y de la fiesta. Estudió con diversos directores de la banda: Benito Rodríguez, Vicente Gil Gandía (director entonces de la Unió Artística Musical de Onteniente), Asensi, Varona, Albiñana y Ramón Corell. Aunque compaginó los estudios con un trabajo totalmente ajeno a la música, Ferrero dedicó mucho tiempo estudio y recibió, durante varios años, las clases del franciscano Vicente Pérez Jorge que le imparte solfeo, contrapunto, armonía, teoría de la música, fuga, piano, transporte al piano, historia y estética de la música.
Estudió armonía, composición e instrumentación, y consiguió los títulos en el Conservatorio de Sevilla y en el Conservatorio de Valencia. A los 24 años (1950) se le nombra director de la Unió Artística Musical Onteniente, cargo que ejerce hasta su fallecimiento en 1987.
Es uno de los autores más famosos y de mayor prestigio en la música para los Moros y Cristianos y su marcha mora Chimo ha alcanzado gran difusión.
Sus marchas cristianas también tuvieron gran éxito y en el campo de las marchas moras intentó una renovación de formas que creó cierta controversia.
Murió en accidente de tráfico en 1987.
Conocido como El Mestre Ferrero, ha sido especialmente reconocido en su localidad y en el seno de su banda, la Societat Unió Artística Musical Onteniente, banda decana de la ciudad, considerándose como uno de sus músicos más ilustres.
Ferrero fue nombrado hijo predilecto de la Ciudad de Onteniente y tiene dedicado un gran parque, además de atesorar un premio de composición, un galardón, y llevar su nombre la Escuela de Música de su sociedad musical.
José María Ferrero compuso más de cuarenta obras, que habitualmente son interpretadas en todos los desfiles festeros y consiguió varias veces el primer premio en los concursos de composiciones fiesteras en Onteniente, Alcoy y Madrid, así como otras poblaciones.
Entre sus composiciones más conocidas, aparte de la ya mencionada Chimo, cabe destacar las marchas moras "El Kábila", "Reige" o "Marrakesch", las marchas cristianas "Apóstol Poeta (Rafael Duyos)", "Bonus Christianus", "Ilicitana" y los pasodobles "Reina de Fiestas", "Daniel Juan" o "Dos parelles", composiciones que podemos destacar entre su extensa bibliografía compositiva. Asimismo fue el precursor de la música sinfónica basada en la historia de la fiesta de Moros y Cristianos con el poema sinfónico "Els morocristians d'Ontinyent".
Desde su muerte en 1987, se le rinden numerosos homenajes anuales, promovidos por la Sociedad Unió Artística Musical Onteniente y la familia Ferrero.

## Obras
- Onteniente - Pasodoble 1945
- Tonin - Vals 1946

- Morell-Vaig seguir - Pasodoble 1948

- Montcabrer - Pasodoble 1948

- Ricofran - Pasodoble 1949

- Fontanares - Pasodoble 1949

- Mozárabe Revert - Marcha mora 1951

- Tomás Pascual - Pasodoble 1952

- José María Belda - Pasodoble 1952

- Reige - Marcha mora 1956
- Selarsejaria - Marcha mora 1958

- Bando moro - Marcha mora 1959

- Mozárabes 1960 - Marcha mora 1960

- Reina de fiestas - Pasodoble 1960, en honor de María Amor Tortosa, reina de fiestas en 1960, primera vez que se nombró este cargo.

- Daniel Juan - Pasodoble 1960

- Primer Centenario - Pasodoble 1960

- El Berberisch - Marcha mora 1961, premiada en concurso.

- Umda - Marcha mora 1962

- Marrakesch - Marcha mora 1963
- Chimo - Marcha mora 1964

- El kábila - Marcha mora 1965, premiada en concurso.

- Bonus Christianus - Marcha cristiana 1966, premiada en concurso.

- El Nostre - Pasodoble 1966, (Dedicado a su banda, la Unión Artística Musical de Onteniente.)

- Bon capità - Marcha mora 1968

- Brisas del Clariano - Pasodoble 1969

- Saudites - Marcha mora 1971
- Cadelavir - Pasodoble 1971

- Els morocristians d'Ontinyent - Poema sinfónico 1972

- Estrella Dorada - Pasodoble 1973

- Ovana - Marcha mora 1974

- Marroquíes de Petrer - Marcha mora 1974, premiada en concurso.

- Boceto sinfónico - Esbozo sinfónico 1975

- Madrigal - Banda y coros 1975

- Imposibles - Pasodoble 1976, premiado en concurso.

- Muladíes - Marcha mora 1977

- Apòstol Poeta: Rafael Duyos - Marcha cristiana 1978, premiada en concurso.
- Els fesils - Marcha mora 1980

- Els juristas - Marcha mora 1981

- Berenguers - Pasodoble 1982

- Cristo de la Agonía - Marcha fúnebre 1982 (Exclusivamente para uso y disfrute de la Unión Artística Musical de Onteniente.)
- Dos parelles - Pasodoble 1983

- Ilicitana - Marcha cristiana 1984

- Pepe Brusa - Pasodoble 1984

- Mudéjares d'Ontinyent - Marcha mora 1984

- Rais Agamir - Marcha mora 1985

- Fantasía Muladiana - Poema sinfónico 1985

- Recuerdo al pasado - Pasodoble 1986

- María Ortega - Pasodoble 1987

- Serenata africana - Melodía mora?